# Hariprriya
Shruthi Chandrasena,, née le 29 octobre 1991, connue professionnellement sous le nom de Hariprriya, est une actrice du cinéma indien et mannequin qui travaille principalement dans les films kannadas et télougous. Elle est également apparue dans plusieurs films régionaux des cinémas tamoul, malayalam et toulou. Hariprriya est devenue une célébrité de premier plan et une actrice établie de Sandalwood après avoir joué son rôle dans les films Ugramm (en), Ranna (en), Ricky (en), Neer Dose (en), Bharjari (en), Samhaara (en), Life Jothe Ondh Selfie (en), Bell Bottom (en), D/O Parvathamma (en) et Bicchugatti – Chapter 1- Dalvayi Dange (en). Elle est populairement connue comme la reine de beauté de Sandalwood, parmi les fans du cinéma kannada. 

## Biographie
Hariprriya naît le 29 octobre 1991 à Chikkaballapur en Inde,. Après avoir terminé sa scolarité, elle reçoit une formation en danse et au Bharata natyam. Plus tard, sa famille déménage à Bangalore, où elle suit des cours pré-universitaires,,,. En 2013, sa mère exhorte Shruthi à modifier l'orthographe de son nom d'artiste, de Haripriya à Harriprriya, pour des raisons numérologiques,.

## Carrière

### Débuts (2007 - 2014)
Hariprriya avait l'habitude de participer à un certain nombre de programmes culturels. Lorsqu'elle était en classe de 12e, le réalisateur Richard Castelino a vu des photos d'elle dans les programmes et lui a offert le rôle principal féminin dans le film toulou Badi,. 
Elle fait ensuite  ses débuts dans le cinéma kannada dans le film Manasugula Mathu Madhura (2008), après quoi elle tourne dans Vasanthakala. Sa performance dans la satire politique Kallara Santhe (2009) lui vaut une nomination au Filmfare en tant que meilleure actrice kannada, tandis que son film suivant Cheluveye Ninne Nodalu (en) reçoit un certain nombre de critiques positives, rendant Hariprriya populaire dans le Karnataka. En 2010, elle fait également une incursion dans les industries cinématographiques tamoul et télougou avec Kanagavel Kaaka (en) et la première production de Bhumika Chawla, Thakita Thakita (en), ce dernier films ayant connu un succès modéré. Après cela, Hariprriya se concentre sur des projets tamoul et télougou, travaillant sur Muran (en) de Cheran, en tamoul, et Pilla Zamindar en télougou. Elle participe également au drame politique Mukhyamantri I Love You, produit en 2008, qui n'est pas sorti. Elle a fait ses débuts à Mollywood avec Thiruvambadi Thamban (en). Dans son troisième film télougou Abbayi Class Ammayi Mass, elle joue le rôle d'une call girl, ce qui lui nécessite une immersion de deux semaines pour entrer dans le personnage.

### Succès d'Ugram et percée (2014-2016)
En 2014, elle revient au cinéma kannada avec le film de gangsters Ugramm (en). The New Indian Express écrit qu'il s'agit d'une « forte performance d'Hariprriya, qui est naturelle dans son jeu ». Le film devient un grand succès commercial et on a dit qu'elle a fait un « retour sensationnel dans les films kannada ». Sify (en) écrit qu'Ugramm « a fait des merveilles à Hariprriya » car elle s'est ensuite vu proposer d'autres projets kannadas. Après le succès d'Ugram, elle gagne en popularité dans l'industrie cinématographique kannada et elle devient l'une des héroïnes les plus recherchées de l'industrie. Elle fait partie des films à succès, Ranna (en) et Ricky (en) ainsi que du film comique Bullet Basya (en). Elle commence l'année 2015 avec Ranna (en) où elle est jumelée avec l'acteur indien Sudeep (en) pour la première fois. Le film devient un succès au box-office.
Sa deuxième sortie de l'année est Bullet Basya (en) où elle est jumelée avec Sharan (en) et elle reçoit une réponse positive pour son rôle de Kaveri, dans le film. En 2016, sa première sortie est Ricky (en) où elle est face à Rakshit Shetty (en) où elle joue le rôle de Radha, une naxaliste et pour lequel elle a réduit son poids de moitié. Les critiques écrivent que « la performance d'Hariprriya dans le film a été appréciée ». Son prochain film sorti cette année-là est Ranatantra, où elle est en couple avec Vijay Raghavendra (en). Elle fait également une apparition spéciale dans une chanson du film Bhale Jodi (en). Elle joue ensuite le rôle de Kumudha, une danseuse de bar, dans le film à succès Neer Dose (en). Les critiques écrivent que « Hariprriya a joué un rôle puissant dans sa carrière. Sa performance dans ce film est phénoménale ». Le film s'avère être un tournant dans sa carrière cinématographique.

### Actrice confirmée (2017-présent)
Après le succès du film Neer Dose, elle devient l'une des actrices en vue de l'industrie cinématographique kannada. En 2017, elle joue le rôle de Haasini, une fille du nord du Karnataka dans le film Bharjari (en). Dans Ranna (en), elle et Rachita Ram (en) sont vues ensemble pour la deuxième fois. Selon The New Indian Express, « Hariprriya a un bon rôle dans le film. Son personnage est le sujet principal de l'histoire ». Elle apparaît également en vedette éclair dans le film Anjani Putra.
En 2018, elle revient au cinéma télougou avec le film Jai Simha (en) en jouant un rôle de mécanicienne avec le personnage de Manga,. Le film devient un succès. Sa sortie suivante était un film kannada, Kanaka (en),. Puis elle joue aux côtés de Chiranjeevi Sarja (en) dans Samhara, dans lequel elle essaie le rôle d'un personnage négatif
,. The New Indian Express écrit que « la performance de Hariprriya en tant que personnage négatif est phénoménale. Elle a eu l'occasion de prouver sa polyvalence d'actrice dans ce film. » Sa prochaine sortie pour l'année est Life Jothe Ondh Selfie (en),
. Le Times of India écrit : « Hariprriya a joué la fille moderne Rashmi qui a beaucoup de douleurs de son passé. Elle a très bien interprété le personnage. »
Sa première sortie de 2019 est Bell Bottom (en) devenu le plus gros blockbuster de 2019,. Les rédacteurs de The New Indian Express écrivent « Le personnage de Hariprriya en tant qu'intérêt amoureux innocent mais intelligent est bien placé ». Les rédacteurs de publications en disent « Hariprriya livre un autre acte solide, montrant pourquoi elle est considérée comme l'une des actrices les plus polyvalentes du moment ». The Deccan Chronicle écrit : « C'est Hariprriya qui, une fois de plus, trouve un personnage parfait et est à son meilleur niveau de charme en jouant Kusuma. » Sa prochaine sortie de 2019 est Soojidara (en) réalisé par Mounish Badiger. Son film suivant est D/O Parvathamma (en),. Son 25e film kannada est Kurukshetra (en) de Naganna (en), avec Sumalatha (en), Suraj Gowda (en) et Prabhu Mundukar dans les rôles principaux,.

## Controverse
En 2019, le réalisateur du film Kannada Soojidara, Mounesh Badiger, a accusé Hariprriya de diffamer son film. Il a ensuite déposé une plainte auprès de la Chambre de commerce du cinéma du Karnataka, l'accusant d'avoir dépeint le film de manière négative.